# No Way Out 2005
No Way Out 2005 was een professioneel worstel-pay-per-view (PPV) evenement dat geproduceerd werd door de World Wrestling Entertainment (WWE). Dit evenement was de zesde editie van No Way Out en vond plaats op 20 februari 2005 in de Mellon Arena in Pittsburgh, Pennsylvania.
De belangrijkste wedstrijd was de Barbed Wire Steel Cage match tussen de kampioen John "Bradshaw" Layfield (JBL) en Big Show voor het WWE Championship. John Layfield won de match en behield zijn titel.

## Matchen
| Nr.                                                                          | Match | Winnaar(s)                            |
| ---------------------------------------------------------------------------- | --- | ------------------------------------- |
| -                                                                            | Hardcore Holly & Charlie Haas vs. Kenzo Suzuki & René Duprée (met Hiroko) in een tag team match                                                                   | Hardcore Holly & Charlie Haas         |
| 1                                                                            | Basham Brothers (c) vs. Eddie Guerrero & Rey Mysterio in een tag team match voor het WWE Tag Team Championship                                                    | Eddie Guerrero & Rey Mysterio (nc)    |
| 2                                                                            | Booker T vs. Heidenreich in een een-op-een match | Booker T; diskwalificatie Heidenreich |
| 3                                                                            | Funaki (c) vs. Spike Dudley vs. Shannon Moore vs. Aiko vs. Paul London vs. Chavo Guerrero in een Cruiserweight Open match voor het WWE Cruiserweight Championship | Chavo Guerrero (nc)                   |
| 4                                                                            | Luther Reigns vs. The Undertaker in een een-op-een match | The Undertaker                        |
| 5                                                                            | Kurt Angle vs. John Cena in een een-op-een match | John Cena                             |
| 6                                                                            | John "Bradshaw" Layfield (c) vs. Big Show in een Barbed Wire Steel Cage match                                                                                     | John "Bradshaw" Layfield (c)          |
| (c) huidige kampioen voor en na de match \| (nc) nieuwe kampioen na de match | |                                       |